# El Espinar
El Espinar ist eine Gemeinde in Provinz Segovia. Sie liegt im Süden der Autonomen Region Kastilien und León, an der Nordwestabdachung der Sierra de Guadarrama. Sie hat 10.145 Einwohner (Stand: 2024).

## Geographie
El Espinar ist auch bekannt als das Tor zu Kastilien-León, da der Ort von Madrid aus gesehen als erster Ort Kastilien-Leons jenseits des Guadarrama-Gebirges liegt. Der Ort ist seit 1963 von Madrid aus über einen 3,2 Kilometer langen Tunnel der Autopista AP-6 zu erreichen, früher nur über den 1511 Meter hohen Pass Alto de León.
Die Gemeinde besteht
aus dem Hauptort El Espinar,
den Ortsteilen
- San Rafael
- La Estación de El Espinar
- Gudillos
- Prados

sowie der Urbanización (Satellitensiedlung) Los Ángeles de San Rafael, von der Teile auch zu den Gemeinden Otero de Herreros und Vegas de Matute gehören.
Die Ortsteile La Estación, San Rafael und Los Ángeles de San Rafael liegen an der Bahnstrecke Madrid-Atocha – Segovia. Da diese Strecke auf der letzten Teilstrecke aufgrund der neuen Hochgeschwindigkeitsstrecke kaum mehr genutzt wird, wurde jetzt die Erweiterung der Madrider S-Bahnlinie bis Los Ángeles de San Rafael beantragt.
Die höchste Erhebung auf der Gemarkung der Gemeinde ist der Montón de Trigo mit 2.155 Metern.

## Klima
El Espinar liegt innerhalb der Zone des kontinentalen mediterranen Klimas. Aber seine erhöhte Lage (zwischen 1.050 und 2.155 Meter über dem Meeresspiegel) bewirkt, dass die Winter relativ kalt (es gibt Frost an durchschnittlich 53 Tagen im Jahr) und manche Sommer sehr mild sind. Deshalb haben viele Einwohner Madrids hier einen Zweitwohnsitz, insbesondere in den Ortsteilen San Rafael und Los Ángeles de San Rafael, den sie vor allem in den heißen Sommermonaten aufsuchen. El Espinar ist auch sehr beliebt bei Störchen: Bis zu 800 Störche werden dort gezählt. Sie verbringen dort auch den Winter.

## Wirtschaft
El Espinar ist aufgrund seiner Lage am Fuß der Sierra de Guadarrama traditionell ein Zentrum der Viehwirtschaft, der Holzverarbeitung und des Holzhandels. Außerdem spielt der Tourismus, nicht zuletzt aufgrund der zahlreichen Zweitwohnungen von Einwohnern Madrids, eine bedeutende Rolle. Zahlreiche Einwohner pendeln täglich zu ihrer Arbeitsstätte in Madrid.

## Sehenswürdigkeiten
- Die Pfarrkirche San Eutropio. Ihre ältesten Teile stammen aus dem 13. Jahrhundert. 1572 wurde sie von einem Schüler Juan de Herreras unter Verwendung von Stilelementes des El Escorial umgebaut. Am Hauptportal befindet sich eine Statue des Heiligen Eutropius, die französische Einwanderer aus Saintes bei der Wiederbesiedlung nach der Reconquista mitgebracht haben sollen.
- Bunker aus dem Spanischen Bürgerkrieg in der Nähe des Gebirgspasses Alto de León.